# Vasco Evtimov
Vassil « Vasco » Evtimov, né le 30 mai 1977 à Sofia en Bulgarie, est un joueur de basket-ball franco-bulgare évoluant au poste d'intérieur ou de pivot.

## Biographie
Vasco est le fils d'Ilia Evtimov et le frère d'Ilian Evtimov, tous deux joueurs de basket-ball. Son fils, Nicholas, est également basketteur aux Raiders de Colgate en NCAA.
Après une carrière NCAA avec les Tar Heels de l'université de Caroline du Nord à Chapel Hill perturbée par une suspension de six mois pour avoir joué en France avec Pau-Orthez durant une saison entre deux années universitaires, il revient en Europe, évoluant dans de nombreux clubs. Il a en effet du mal à se fixer, victime souvent de choix d'entraîneurs qui arrivent dans les clubs pour lesquels il a signé avant la venue de ceux-ci.
En 1999, il est sélectionné en équipe de France. Il y joue 32 rencontres entre 1999 et 2001.
Joueur très massif, il apporte une grande combativité et une grande activité au rebond. Ces qualités, malgré une grande maladresse aux lancers francs, sont à l'origine du choix de Climamio Bologne d'en faire son capitaine pour la saison 2006.
En février 2007, il rejoint son compatriote Joseph Gomis au club espagnol de Valladolid.
En 2009, Evtimov est sélectionné en équipe de Bulgarie.
Au chômage technique, il revient en France en février 2011 et signe au Paris-Levallois pour six mois afin de sauver le club d'une descente en Pro B. Il tourne alors à des moyennes de 6,2 points et 7 rebonds.
Il rejoint le Limoges CSP en septembre 2012.
En novembre 2013, il signe au Basket Club d'Orchies comme pigiste médical d'Olivier Gouez.
Le 2 octobre 2016, il annonce sa retraite de joueur professionnel pour se concentrer sur sa carrière d'entraineur.

## Club
- 1989-1990 :  Pont de Beauvoisin
- 1990-1991 :  ASO Esquennoy
- 1992-1993 :  Angers
- 1993-1996 :  Long Island Lutheran High School
- 1996-1997 :  Tar Heels de la Caroline du Nord (NCAA)
- 1997-1998 :  Pau-Orthez (Pro A)
- 1998-1999 :  Tar Heels de la Caroline du Nord (NCAA)
- 1999-2000 :  Dafni AO Athènes (ESAKE)
- 2000-2001 :  Maroussi Athènes (ESAKE)
- 2001-2002 :  Skipper Fortitudo Bologne (Lega A)
- 2002 :  Ural Great Perm (1re division)
- 2002-2003 :  ASVEL Lyon-Villeurbanne (Pro A)
- 2003-2004 :  CSF Séville (Liga ACB)
- 2004-2005 :  CSF Séville (Liga ACB)
- 2005 :  Virtus Rome (Lega A)
- 2005 :  Olimpija Ljubljana (1re division)
- 2006 :  Upea Capo d'Orlando (Lega A)
- 2006-2007 :  Climamio Bologne (Lega A)
- 2007-2008 :  CB Valladolid (Liga ACB)
- 2008 :  BC Levski Sofia
- 2008-2009 :  Pallacanestro Reggiana (Lega)
- 2009 :  Khimik Youjne (1re division)
- 2009 :  BC Levski Sofia
- 2009-2010 :  Paniónios BC (ESAKE)
- 2010 :  AEL Limassol (1re division)
- 2010-2011 :  Mitteldeutscher Weißenfels (Basketball-Bundesliga)
- 2011-2011 :  Paris-Levallois (Pro A)
- 2012-2013 :  Limoges CSP (Pro A)
- 2013 :  Basket Club d'Orchies (Pro B)
- 2015 :  BC Levski Sofia

## Palmarès

### Club
- Vainqueur de la Coupe Saporta de basket-ball en 2001 avec Maroussi
- Champion de France en 1998 avec Pau-Orthez
- Vainqueur de la SuperCoupe de Slovénie en 2005 avec Ljubljana

### Sélection nationale
- - 6e du Championnat d'Europe 2001 en Turquie
  - Participation au Championnat d'Europe des 22 ans et moins en 1998
  - 32 sélections en équipe de France

### Distinctions personnelles
- Participation au All-Star Game 2003
- Premier de la Ligue grecque aux interceptions en 2000